# Krus Abecasis
Nuno Krus Abecasis (Faro, 24 de octubre de 1929 - Lisboa, 14 de abril de 1999) fue un político portugués.

## Biografía
Era hijo de Duarte Monteverde Abecasis y María Amelia Krus. Tenía ascendencia judía por parte del padre y danesa por parte de madre. 
A los nueve meses fue con sus padre a vivir a Lisboa, donde creció y se licenció en ingeniería civil, en el Instituto Superior Técnico.
Militante y dirigente destacado del Partido de Centro Democrático Social (CDS), fue parte del gobierno de coalición del PS con el CDS en 1978, como Secretario de Estado de Industrias Extractivas y Transformadoras. En 1979 fue elegido, con mayoría absoluta, alcalde de Lisboa, siendo reelegido en 1985. Sus diez años al frente de la ciudad coinciden con la entrada de Portugal en la CEE (1986) en las que la ciudad sufrió grandes transformaciones.
Fue uno de los fundadores de la Uccla (Unión de Ciudades Luso-Africo-Americo-Asiáticas) en 1985 y de la Fundación Ciudad de Lisboa, en 1989.
Fue nombrado Gran oficial de la Orden del Infante Don Enrique (1983), y también condecorado con la Gran Cruz de la Orden de Cristo (1999), esta última a título póstumo.
Se casó con Raquel Ferreira Castela y tuvo con ella seis hijos. Falleció en Lisboa en 1999.